# ردولية
الفصيلة الرَّدُولِيَّة أو الجلدية أو أعشاب الدباغين فصيلة نباتية من ذوات الفلقتين. من أجناسها عشبة الدباغين.